# Global Weirding
Der englische Begriff Global Weirding (dt. sinngemäß etwa Globales Durcheinander, vom englischen Adjektiv bzw. Adverb weird, dt. fremd, bizarr usw.) bezeichnet die unkalkulierbare Zunahme von Wetterextremen als Folge der globalen Erwärmung.
Als Wetterextreme werden Dürren, Hitzewellen, Stürme, Starkregen und extremer Frost genannt.
Moderate Extremwetterereignisse (weird-weather) werden in einer in Nature veröffentlichten Studie so definiert, dass sie unter den heutigen Bedingungen eine Erwartungshäufigkeit von 1 Tag an 1000 Tagen haben. In einer Welt mit einer globalen Temperaturzunahme um 2 Grad Celsius gegenüber der vorindustriellen Temperatur sei die Wahrscheinlichkeit für einen Tag mit Hitzeextrem doppelt so hoch wie bei einer um 1,5 °C wärmeren Erde und fünfmal so hoch wie unter dem heutigen Klima. Zu berücksichtigen ist hierbei, dass die globale Durchschnittstemperatur heute (Stand 2015) bereits um 0,85 °C höher liegt als zur vorindustriellen Zeit.
Nach einer im August 2013 in Nature publizierten Studie des Max-Planck-Instituts für Biogeochemie in Jena könnte sich die globale Erwärmung durch meteorologische Extremereignisse selbst verstärken: Die Landökosysteme werden künftig mit hoher Wahrscheinlichkeit jährlich per Fotosynthese etwa elf Milliarden Tonnen weniger Kohlendioxid aufnehmen, als sie es ohne Wetterextrem-Ereignisse könnten. Das entspricht etwa einem Drittel der weltweiten Kohlendioxid-Emissionen pro Jahr, die der Mensch überwiegend aufgrund der Verbrennung von fossilen Energieträgern in die Atmosphäre entlässt. 
Ein internationales Forscherteam aus acht Nationen um Markus Reichstein hatte im Projekt CARBO-Extreme Satellitenmessungen aus den Jahren 1982 bis 2011 analysiert, wie viel Licht Pflanzen in einem Gebiet mit einem extremen Wetterereignis absorbieren, um damit Fotosynthese zu betreiben. Dies ist ein Maß für den Aufbau von Biomasse der jeweiligen Ökosysteme. Zum anderen griffen die Forscher auf die Daten eines weltweiten Netzes von 500 Messstationen zurück, die wenige Meter über dem Boden beziehungsweise über den Baumkronen eines Waldes die Kohlendioxid-Konzentrationen in der Atmosphäre sowie die Luftströmungen aufzeichnen. Insbesondere die Folgen von Dürreperioden hätten Auswirkungen auf Wälder, Sümpfe, Graslandschaften und Ackerflächen. Wegen der drastischen Folgen durch Waldbrände, Stürme und auch die Anfälligkeit der Wälder für Schädlinge durch die Trockenheit sollten nicht nur Jahrhundertereignisse, sondern auch die selteneren bisher nur einmal in 1000 oder gar 10 000 Jahren auftretenden Wetterextreme mit Labor- und Freilandexperimenten genauer erforscht werden, weil sie gegen Ende dieses Jahrhunderts viel häufiger werden dürften. Die ebenfalls am CARBO-Extreme-Projekt beteiligte Eidgenössische Forschungsanstalt WSL und das Oeschger Zentrum für Klimaforschung plädieren ebenfalls für Langzeitstudien: Die stärksten und lang anhaltenden Einflüsse von Extremwetterereignissen würden künftig Waldökosysteme beeinflussen. Die Analyse von Jahrringdaten habe es schon ermöglicht, extreme Einflüsse auf Wälder beispielsweise in den Jahren 1976, 1948, 1846, 1601 und 1540 nachzuweisen.
Die Zunahme von Wetterextremen wäre damit neben der Wasserdampf-Rückkopplung und der Eis-Albedo-Rückkopplung in der Klimafolgenforschung eine bisher unterschätzte Einflussgröße für einen sich selbst verstärkenden Effekt.
Christoph Bals von der Umweltorganisation Germanwatch sieht die Industriestaaten in der Pflicht, den Entwicklungsländern bei der Anpassung an den Klimawandel zu helfen. Obwohl in vielen Fällen bislang kaum am Ausstoß von Treibhausgasen beteiligt, seien sie Hauptopfer der Stürme und Überflutungen. Wetterextreme beträfen stärker landwirtschaftlich strukturierte Staaten mit erosionsanfälligen Böden. Bereits heutige Schäden durch Wetterextremereignisse in Höhe von 20 bis 30 Prozent des Bruttosozialprodukts würden arme Staaten existentiell bedrohen.